# Biblioteka Narodowa Pakistanu
Biblioteka Narodowa Pakistanu (urdu: قومى کتب خانہ پاکستان) – biblioteka narodowa w Islamabadzie w Pakistanie.

## Historia
Biblioteka powstała na początku 1951 roku. W 1954 roku połączono ją z Liaquat Memorial Library w Karachi i nadano nazwę Biblioteka Narodowa Liaquat (Liaquat National Library). W 1968 roku bibliotekę przeniesiono do Islamabadu, oddzielając ją od Liquuat Memorial Library. W latach 80. XX wieku rozpoczęto budowę nowego budynku biblioteki. W 2008 roku biblioteka zatrudniała 180 osób. 

### ISBN
Od 1985 roku biblioteka przyznaje numery ISBN dla publikacji wydawanych na terenie Pakistanu. Do 2007 roku przyznała 25 500 numerów. Szacuje się, że jest to połowa wszystkich wydawnictw, ponieważ mniejsi wydawcy nie występując o nadanie numeru, unikają obowiązku przesłania kopii do zbiorów biblioteki. 

### Nowy budynek
Pomimo zatwierdzenia projektu w kwietniu 1980 roku, budowę rozpoczęto w 1982 roku. Prace budowlane ukończono w czerwcu 1988 roku i w tym samym roku zaczęto przenoszenie zbiorów do nowego budynku. Oficjalne otwarcie biblioteki przez premiera Pakistanu Moeenuddina Ahmada Qureshi miało miejsce 24 sierpnia 1993 roku. 
Budynek ma 168 844 m² powierzchni i posiada klimatyzację i centralne ogrzewanie. Z czterech czytelni, które mieszczą się na piętrze biblioteki, może korzystać 500 czytelników i badaczy. Dodatkowo biblioteka posiada audytorium z 400 miejscami siedzącymi, które jest centrum edukacyjnym i kulturalnym Islamabadu. 

## Zbiory
Biblioteka posiada ponad 10 000 rzadkich książek w języku urdu, arabskim i perskim. Zbiory liczą 300 000 książek. Nie są wypożyczane, lecz udostępniane czytelnikom na miejscu. 

### Egzemplarz obowiązkowy
Zgodnie z ustawą o prawie autorskim z 1962 roku i jej nowelizacją z 1992 roku biblioteka ma prawo do egzemplarza obowiązkowego. Każdy wydawca ma obowiązek przekazania kopii publikacji do Biblioteki Narodowej Pakistanu w ciągu trzydziestu dni od daty jej opublikowania.

## Lokalizacja
Biblioteka powstała w dzielnicy rządowej. Niedaleko mieszczą się gabinety premiera i prezydenta, Sąd Najwyższy, ambasady, budynek Zgromadzenia Narodowego i Senatu.